# San Antonio (Quezon)
San Antonio é um município de  quarta classe de renda municipal (d) na província Quezon, nas Filipinas. De acordo com o censo de 1 de maio  de  2020 possui uma população de 35 891 pessoas e 8 251 domicílios.